# Дорошенко, Виктор Карпович
Ви́ктор Ка́рпович Дороше́нко (15 декабря 1928, Курганная, Северо-Кавказский край — 25 октября 2000, Москва) — советский партийный и государственный деятель, председатель Пензенского облисполкома в 1968—1989 гг.

## Образование
Окончил Московскую сельскохозяйственную академию (ныне — Российский государственный аграрный университет — МСХА им. К. А. Тимирязева) (1954).

## Карьера
В 1954—1955 — главный агроном Колышлейской МТС в Пензенской области. В 1955—1958 — директор Колышлейской МТС. В 1958—1961 — директор совхоза «Пятилетка» Колышлейского района Пензенской области.
В 1961—1962 — заместитель председателя Пензенского облисполкома. В 1962—1967 — первый заместитель председателя Пензенского облисполкома (пром или сельхоз ?).
В 1967—1968 — начальник Главного территориального управления Поволжского района Министерства сельского хозяйства РСФСР, г. Москва.
С июня 1968 по октябрь 1989 — председатель Пензенского облисполкома.
Один из самых известных государственных деятелей в истории Пензенской области. Занимал пост председателя облисполкома свыше 20 лет.
Виктор Дорошенко был одним из инициаторов и организаторов активного развития племенных хозяйств в Пензенской области (совхоз «Ардымский» в Пензенском районе и др.), строительства крупных животноводческих комплексов («Дертевский», «Панкратовский») и птицефабрик («Пензенская», «Зареченская», «Васильевская»).
В 1970-х гг. был начальником штаба строительства Сурского водохранилища (гидроузел был запущен в эксплуатацию 29 декабря 1978 года, решив проблему водоснабжения г. Пензы и г. Заречного).
В 1979 году, когда Первый секретарь Пензенского обкома КПСС Лев Ермин был назначен первым заместителем Председателя Совета Министров РСФСР, председатель облисполкома Виктор Дорошенко наряду со вторым секретарем обкома Георгом Мясниковым, считался одним из возможных преемников Ермина на посту главы области. Но в итоге регион возглавил секретарь Пензенского обкома КПСС Федор Куликов.
Избирался депутатом Верховного Совета РСФСР (1971, 1975, 1980, 1985), депутатом Пензенского областного Совета народных депутатов, делегатом XXIII—XXVII съездов КПСС и XIX Всесоюзной партийной конференции.
Скончался 25 октября 2000 года в Москве на 72-м году жизни. За 1,5 года до смерти, 26 мая 1999 года ему было присвоено недавно учреждённое звание Почётного гражданина Пензенской области.

## Награды и звания
Награждён тремя орденами Трудового Красного Знамени и орденом Октябрьской революции.
Почётный гражданин Пензенской области (26.05.1999).